# Sahva
Sahva A/S, tidligere Samfundet og Hjemmet for Vanføre, er en dansk servicevirksomhed, som tidligere var en selvejende institution.

## Historie
Samfundet, som antager sig Vanføre og Lemlæstede børn blev stiftet 21. oktober 1872 på initiativ af præsten Hans Knudsen (1813-86), som var formand for samfundets bestyrelse indtil sin død 1886. Det var en filantropisk forening, der havde til formål at støtte vanføre i at blive selvforsørgende og værdige samfundsborgere. Ved vanførhed forstod man kort fortalt nogenlunde det samme som det vi i dag betegner fysiske handicaps. Gennem indsamling af pengegaver ville man yde støtte til de vanføre med lægelig undersøgelse og behandling, hjælpemidler og uddannelse.

## Stiftelsen og de indledende manøvrer
Den oprindelige gruppe af stiftende medlemmer, som mødtes om aftenen den 21 oktober 1872 på Københavns skydebane, bestod af 14 mænd, heriblandt 4 læger. Der blev på mødet udformet vedtægter, formuleret i 12 paragraffer, og nedsat en bestyrelse på 5 personer, hvoraf de 3 var læger.
Det første år foregik al undersøgelse og behandling af de vanføre i lægernes private hjem. Patienterne blev diskuteret på bestyrelsens møder, hvor man enedes om en plan. Hans Knudsen undersøgte forholdene i det vanføre barns hjem og indsamlede penge hos private bidragsydere.

## Lægeklinikken
I 1873 fik man af Københavns Magistrat lov til at bruge to små lokaler i Vartov en gang om ugen. Det blev siden udvidet til både 2 og 4 dage. Bestyrelsens læger blev fritaget fra dette kliniske arbejde og man hyrede andre læger som frivillig ulønnet arbejdskraft.

## Håndværksskolerne
I 1874 etableredes en syskole for enhåndede og lamme piger. Johanne Petersen (1847-1922) blev i 1874 involveret som forstanderinde for skolen under den nye institution.

## Efter Hans Knudsens død
I 1886 døde Hans Knudsen. Han blev efterfulgt af en tidligere embedsmand J.L.R. Koefoed (1832-1913), der var formand 1886-95. Han afløstes i 1895 af Anders Dybdal, en tidligere departementschef; han var formand 1895-1905. I Dybdals tid etableredes institutionen på Toldbodvej (Esplanaden), hvor alle funktioner blev samlet under et tag.
Samfundet og Hjemmet for Vanføre satte afgørende præg på K.K. Steinckes socialreform af 1933, og i takt med, at velfærdsstaten i løbet af 1900-tallet overtog ansvaret for forsorgen, blev Samfundet og Hjemmet for Vanføre omstillet til at stå for især bandagist- og skomagerydelser.
Sahva var tidligere ejet af Sahva Fonden; en erhvervsdrivende fond med almennyttige formål, som blev oprettet 1980 i forbindelse med ændring af statens særforsorg, hvor de fleste af Samfundets skoler overgik til amterne. Fra 1. december 2008 indtil maj 2013 var 95 procent af aktierne i Sahva ejet af TryghedsGruppen, som afhændede dem til Sahvas administrerende direktør René Engskov.
Sahvas håndværksskole og de beskyttede værksteder BVK blev i 1998 udskilt fra Sahva Fonden som en selvejende institution under navnet Hans Knudsen Instituttet.

## Lokaliteter
Hjemmet for Vanføre lå oprindeligt i ejendommen Toldbodvej 34. Det havde i 1904 en afdeling for mænd og drenge med 41 pladser og en afdeling for kvinder og piger med 43 pladser (tillige ejede det et rekreationshjem ved Rungsted med 30 pladser). Legatkapitalen var 73.934 kr.; gælden 22.681 kr. Under Prinsesse Maries protektorat blev det bestyret af en forstanderinde og tre mænd.
Samfundet og Hjemmet for Vanføre kunne i 1935 indvie Ortopædisk Hospital i København og i 1940 Ortopædisk Hospital i Aarhus. I 1952 blev Hornbæk Badehotel erhvervet og indrettet til efterbehandlingsinstitution for polioramte. Indtil 1978 stod Samfundet og Hjemmet for Vanføre for hospitaldriften, hvorefter den overgik til offentligt regi. Fra 1955 til 1980 drev Samfundet desuden Geelsgaard Kostskole i Virum og fra 1956 Egmont Højskolen.
En række kendte arkitekter har arbejdet for Samfundet og Hjemmet for Vanføre: Caspar Leuning Borch, Gotfred Tvede, C.F. Møller, Harald Gad, Vilhelm Groth-Hansen og Hoff & Windinge.
Sahva har adresse på Borgervænget 5 i København.